# Ignazio Silone
Pour les articles homonymes, voir Tranquilli et Silone.
Ignazio Silone, pseudonyme de Secondo Tranquilli, né le 1er mai 1900 à Pescina, dans les Abruzzes (Italie) et mort le 22 août 1978 à Genève en Suisse, est un homme politique et écrivain italien du XXe siècle.

## Biographie
Ignazio Silone perd presque toute sa famille au cours de son enfance et adolescence, dont sa mère dans le tremblement de terre d'Avezzano en 1915, qu'il rechercha pendant des jours sous les gravats. Son père et cinq de ses six frères et sœurs étaient déjà décédés auparavant. 
Il écrira par la suite que « mes souvenirs d'enfance et d'adolescence sont presque tous tristes. Après le tremblement de terre de 1915, j'étais orphelin et sans abri. Ces événements m'ont conduit à vivre trois expériences essentielles : la pauvreté, la religion et le communisme. » Il est cependant rapidement déçu par l’Église, dont certains représentants se rangent ostensiblement du côté des puissants et s'opposent aux revendications paysannes. Il adhère aux Jeunesses socialistes italiennes et en devient le chef. Il dirige le journal du Parti socialiste italien (PSI), Il Lavoratore, à Trieste, dont le siège social est incendié par les fascistes en octobre 1920.
Il adhère ensuite au Parti communiste italien (PCI) en 1921, dont il deviendra l'un des dirigeants dans la clandestinité. Son travail est dangereux et épuisant, ce qui le plonge régulièrement dans des périodes de maladie ou de dépression. Il quitte l'Italie en 1928 pour des missions en URSS, s'installe en Suisse en 1930, où il s'oppose à Staline et prend position pour Trotski et Zinoviev. Il est alors exclu du Parti communiste. Il décide de combattre le fascisme à travers la littérature et publie son premier roman, Fontamara. Son dernier frère meurt en 1932 dans les prisons fascistes, où il était soumis à la torture. Silone en garda un profond sentiment de culpabilité, étant convaincu que le régime s'en était pris à son frère pour lui faire payer ses propres activités politiques. Il travaille pendant la Seconde guerre mondiale en étroite collaboration avec les services de renseignement des alliés.
Il ne pourra regagner l'Italie qu'en 1945, où il est élu député (socialiste). Il participe à la fondation d'un nouveau parti de gauche, le Parti socialiste italien de l'unité prolétarienne (PSIUP), d'influence marxiste, et travaille pendant plusieurs années comme rédacteur en chef de son quotidien Avanti!. Le parti disparait après quelques années. Il renonce à la politique, puis crée la revue Tempo presente. Il a pris part aux activités du Congrès pour la liberté de la culture.
Dans les années 1950 il redécouvre les racines chrétiennes de sa culture. De même qu'il est un « socialiste sans parti » il se déclare « chrétien sans église », invitant par ses écrits les chrétiens à se libérer des lourdes structures ecclésiastiques et retrouver le socialisme primitif et le partage des biens des débuts de l'Église tel que rapporté dans le livre des Actes des Apôtres. Il est fasciné par la figure du pape des Abruzzes, Célestin V, qui pour revenir à une vie de grande simplicité renonce au pouvoir pontifical et démissionne.
Au début des années 2000, les historiens Mauro Canali  et Dario Biocca ont soutenu, à la lumière de documents retrouvés dans les archives fascistes, la thèse d'une activité d'espionnage au profit de la police de l'Italie fasciste dans les années 1920, sans pour autant qu'il ne lui fournisse d’informations essentielles. Giuseppe Tamburrano a quant à lui toujours proclamé l'innocence d'Ignazio Silone.

## Œuvre

### Romans
- Fontamara (1930) Publié en français sous le titre Fontamara, Paris, Rieder, coll. Les Prosateurs étrangers modernes, 1934 ; réédition, Paris, Grasset, 1949 ; réédition, Paris, Del Duca, 1967 ; réédition d'après le texte italien définitif, Paris, Grasset, 1981 ; réédition, Paris, Grasset, coll. Les Cahiers rouges no 210, 1995
- Un viaggio a Parigi (1934)
- Pane e vino (1936) Publié en français sous le titre Le Pain et le Vin, Paris, Grasset, coll. Romans étrangers no 10, 1939 ; réédition, Paris, Le Club du livre français, 1950 ; réédition d'après le texte italien définitif, Paris, Del Duca, 1968
- Il seme sotto la neve (1941) Publié en français sous le titre Le Grain sous la neige, Neuchâtel, Éditions de la Baconnière, 1943 ; réédition, Paris, Grasset, 1950 ; réédition, Paris, Éditions mondiales, 1968. En italien : Ignazio Silone, Il seme sotto la neve. Edizione critica a c. di Alessandro La Monica, Firenze, Le Monnier Università, 2015.
- Una manciata di more (1952) Publié en français sous le titre Une poignée de mûres, Paris, Grasset, coll. Les Cahiers verts no 15, 1953 ; réédition, Paris, Grasset, coll. Les Cahiers rouges no 15, 1953 ; réédition, Paris, Le Club du livre français, 1954 ; réédition, Paris, Del Duca, 1969 ; réédition, Paris, Grasset, Les Cahiers rouges no 21, 1984
- Il segreto di Luca (1956) Publié en français sous le titre Le Secret de Luc, Paris, Grasset, coll. Les Cahiers verts no 40, 1957 ; réédition, Paris, Del Duca, 1970
- La volpe e le camelie (1960) Publié en français sous le titre Le Renard et les Camélias, Paris, Grasset, coll. Les Cahiers verts no 57, 1960
- L'avventura di un povero cristiano (1968) Publié en français sous le titre L'Aventure d'un pauvre chrétien, Paris, Calmann-Lévy, 1968
- Severina (1971)

### Théâtre
- Ed egli si nascose (1944) Publié en français sous le titre Et il se cacha, Paris, Charlot, 1947
- L'avventura di un povero cristiano (1969), adaptation scénique du roman éponyme

### Essais
- Il Fascismo. Origini e sviluppo (1934)
- La scuola dei dittatori (1938) Publié en français sous le titre L'École des dictateurs, Paris, Gallimard, 1964 ; réédition, Paris, Gallimard, Folio no 1313, 1981
- Memoriale dal carcere svizzero (1942)
- Uscita di sicurezza (1965) Publié en français sous le titre Sortie de secours, Paris, Del Duca, 1966